# RS-389
La RS-389, la Rodovia Nelson Gonçalves, también conocida como Estrada do Mar, es una carretera brasileña del estado de Rio Grande do Sul que comunica los municipios de Osório con el de Torres.
Tiene una extensión de 91,3 kilómetros  y se la conoce como Estrada do Mar (en español, carretera del mar) debido a que bordea al Océano Atlántico, siendo construida con la intención de aliviar el tránsito de la carretera federal  BR-101 entre Osório y Torres. 
Es considerada una carretera turística y no se permite el tránsito de camiones y ómnibus, los cuales deben transitar por la BR-101.
El Departamento Autônomo de Estradas de Rodagem (DAER) cuenta con 3 cámaras de monitoreo las 24 horas del diá: en Torres, Osório e Capão da Canoa.

## Recorrido
Conecta, entre otras, a las siguientes ciudades:
- Torres
- Arroio do Sal
- Capão da Canoa
- Xangri-lá
- Osório